# Piea
Piea (Pièja in piemontese) è un comune italiano di 507 abitanti della provincia di Asti in Piemonte.
Il comune è sede di un castello, prima fortificazione, poi palazzo gentilizio: originario dell'XI secolo, nel XVIII secolo fu dimora dei conti Roero. Ospita a maggio una mostra di antiquariato ed è inserito nel circuito storico-museale dei "Castelli Aperti" del Basso Piemonte.

## Origini del nome
Il nome del paese rimanda al persistere di tradizioni di origine romana, poiché è riconducibile a una voce del latino volgare "plagea" o "plagia" che significa "superficie o terreno declive". Il nome di Piea può derivare pertanto dalla traduzione del sostantivo latino "plagia" in "piagga" che in dialetto piemontese corrisponderebbe a Piea o Pieja.
Altra possibilità è che il nome Piea derivi da Pleya o anche Playa, i primi feudatari del paese. Pertanto non è escluso che sia stato ol paese a dare il nome ai Signori, in quanto molte famiglie nobiliari piemontesi hanno per cognome il nome di un loro feudo.
Solo in documenti storici risalenti all'inizio del XV secolo si fa espressamente riferimento a Piea, l'attuale nome del paese.

## Storia

### Simboli
Lo stemma e il gonfalone del comune di Piea sono stati concessi con decreto del presidente della Repubblica del 12 settembre 2003.
Il gonfalone è un drappo di bianco con la bordatura di rosso.

## Monumenti e luoghi d'interesse
- Chiesa parrocchiale, eretta sul finire del secolo XVI, con il nome di "Santi Filippo e Giacomo Apostoli" cui fu aggiunto "Maria Madre di Dio"
- Cappella della Beata Vergine della Neve, adiacente all'attuale cimitero, fu costruita nel 1600, in forza di un voto fatto dalla comunità per la liberazione dal flagello della peste
- Cappella di San Sebastiano, nel centro del paese, è stata costruita verso il 1600. Nel 1863 venne ristrutturata, e fu eretto il campanile
- Chiesa di San Grato venne eretta ad opera degli abitanti della frazione omonima poco prima del 1700.
- Chiesa di Vallunga, dedicata alla Madonna del Carmine
- Inoltre nel territorio, esteso 890 ettari, sono presenti 15 santelle, che creano quel suggestivo aspetto religioso che forse fu origine della vocazione di don Guglielmo Alessio, martire per la testimonianza della carità evangelica.
- Il castello un'antica fortezza di poco successiva all'anno mille, che nel 1700 subì l'abbattimento dei bastioni, per farne una residenza gentilizia, successivamente circondata da un meraviglioso giardino all'italiana
- Suggestivi sono anche diversi pozzi, sfuggiti al tempo

## Società

### Evoluzione demografica
Abitanti censiti

## Cultura

### Eventi
Due feste molto sentite nel paese sono la recente Festa delle rose a fine maggio e la ormai consolidata e nazionale festa della zucca l'ultimo weekend di settembre.

## Geografia antropica

### Località e frazioni
Il comune di Piea è composto da frazioni, cascinali sparsi e località.
Le frazioni di Piea sono:
- Primparino: allungata ai lati della statale Asti-Chivasso prima del paese di Piea arrivando da Gallareto.
- Vallunga: posta su una modesta altura sulla strada provinciale che porta a Viale.
- San Grato e Vallia: due piccole frazioni poste su una collina prospiciente la frazione di Primparino.

Inoltre fanno parte del comune di Piea un notevole gruppo di cascinali sparsi ne territorio comunale; ne elenchiamo alcuni più rappresentativi:
- Rodino: località posta su un colle vicino alla frazione Primparino.
- Varandone: gruppo di case ubicate sulla strada provinciale che collega Piea a Cunico.
- Caffarotto: gruppo di cascinali ubicati sulla collina dietro la frazione Primparino verso Castelvero.
- Vaccarito/Chiusa: località poste fra Piea e la frazione Vallunga vicino al Rio di Monale detto Rio Bravie.
- Ingazzo: gruppetto di case a destra della statale andando verso Cortanze.
- San Secondo: gruppo di cascinali posti sulla collina collegata a Cortanze, forse il primo insediamento di Piea.

## Amministrazione
Di seguito è presentata una tabella relativa alle amministrazioni che si sono succedute in questo comune.
| Periodo        | Periodo        | Primo cittadino  | Partito                             | Carica  | Note  |
| -------------- | -------------- | ---------------- | ----------------------------------- | ------- | ----- |
| 25 giugno 1985 | 24 maggio 1990 | Giuseppe Germano | -                                   | Sindaco | [ 6 ] |
| 24 maggio 1990 | 24 aprile 1995 | Giuseppe Germano | lista civica                        | Sindaco | [ 6 ] |
| 24 aprile 1995 | 14 giugno 1999 | Giuseppe Germano | centro                              | Sindaco | [ 6 ] |
| 14 giugno 1999 | 14 giugno 2004 | Giuseppe Germano | lista civica                        | Sindaco | [ 6 ] |
| 14 giugno 2004 | 8 giugno 2009  | Bruna Fasolio    | lista civica                        | Sindaco | [ 6 ] |
| 8 giugno 2009  | 26 maggio 2014 | Bruna Fasolio    | lista civica                        | Sindaco | [ 6 ] |
| 26 maggio 2014 | 27 maggio 2019 | Sara Rabellino   | lista civica Impegno e rinnovamento | Sindaco | [ 6 ] |
| 27 maggio 2019 | 10 giugno 2024 | Sara Rabellino   | lista civica Impegno e rinnovamento | Sindaco | [ 6 ] |
| 10 giugno 2024 | in carica      | Alessandro Borgo | lista civica Impegno per Piea       | Sindaco | [ 6 ] |

## Sport
A Piea (come in quasi tutto l'astigiano) è molto praticato il Tamburello.
Hanno sede sia la società maschile con due squadre in serie C che la società femminile in serie A.